# Palau-saverdera
Palau-saverdera è un comune spagnolo di 852 abitanti situato nella comunità autonoma della Catalogna.